# Пединка (річка)
Пединка — річка в Україні, у Любарському районі Житомирської області. Права притока Случі, (басейн Прип'яті).

## Опис
Довжина річки 11 км, найкоротша відстань між витоком і гирлом — 6,86 км, коефіцієнт звивистості річки — 1,61, площа басейну водозбору 22,8 км². Річка формується 3 безіменними струмками та 5 загатами.

## Розташування
Бере початок на південно-західній околиці села Семенівки. Спочатку тече на північний схід, потім повертає на північний захід, далі тече через село Пединку і впадає в річку Случ, праву притоку Горині.
Населені пункти вздовж берегової смуги: Мотовилівка.

## Цікавий факт
- На північно-східній околиці Семенівки на правому березі річки на відстані приблизно 1,77 км проходить автошлях Т 0610 (автомобільний шлях територіального значення на території України, Любар — Хмільник — Лука-Барська — Бар — Нова Ушиця).